# N455 (België)
De N455 is een gewestweg in België tussen Eeklo (N9) en de Nederlandse grens bij Sint-Margriete.
De weg heeft een lengte van ongeveer 12 kilometer. De gehele weg bestaat uit twee rijstroken voor beide rijrichtingen samen, er is echter op grote delen van de route geen midden-belijning aanwezig.

## Plaatsen langs de N455
- Eeklo
- Sint-Laureins
- Sint-Margriete